# Bondsdagverkiezingen 1987

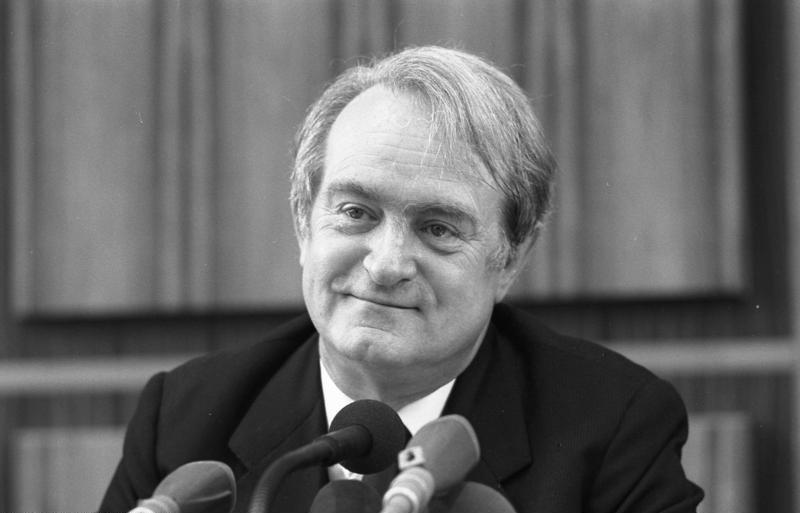
Johannes Rau van de SPD

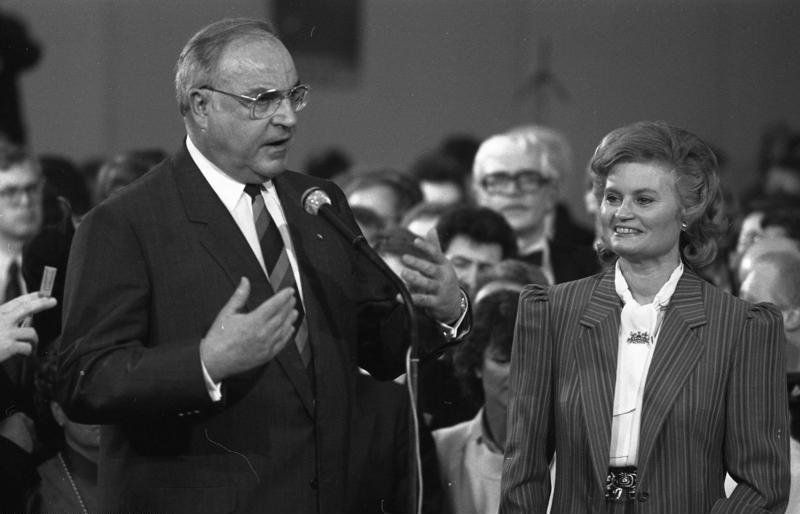
CDU-Bundestagswahlpary, Helmut Kohl met zijn vrouw Hannelore

De Bondsdagverkiezingen van 1987 vonden op 25 januari 1987 plaats. Het waren de elfde federale verkiezingen in de Bondsrepubliek Duitsland. Helmut Kohl, de CDU-voorzitter, kon zijn coalitie met de liberalen voortzetten.
Tegenover de regeringspartijen CDU, CSU en liberale FDP stonden de oppositiepartijen SPD en De Groenen. De SPD had als kanselierskandidaat Johannes Rau gekozen, vicepartijvoorzitter en minister-president in Noordrijn-Westfalen. De campagne van de gematigde en populaire Rau leed onder het probleem dat de Groenen waarschijnlijk nog niet zo ver waren om een coalitie te vormen. Binnen de Groenen waren de spanningen tussen de Realos en de Fundis groot. Vanwege recente milieucatastrophes, zoals Tsjernobyl en de giframp bij Bazel kort voor de verkiezingen, en vanwege de eloquente Realo-voorman Otto Schily bereikten de Groenen een goed resultaat, terwijl de SPD iets verloor. Na de verkiezingen werd Schily echter niet in het fractiebestuur gekozen; in 1989 verliet hij de Groenen en ging naar de SPD.
De zittende kanselier Kohl kon, ondanks verliezen, de coalitie voortzetten. In de verkiezingscampagne leek het als of de publieke strijd eerder tussen de coalitiepartijen plaatsvond en niet tussen de coalitie en de oppositie. Vooral de rechtse CSU-voorzitter Franz Josef Strauß en de minister van buitenlandse zaken Hans-Dietrich Genscher (FDP) ruzieden over de buitenlandse politiek, bijvoorbeeld de houding tegenover de Sovjet-Unie en Zuid-Afrika. De FDP kon haar aandeel van de stemmen verbeteren en kreeg één minister meer dan in het vorige kabinet.

## Uitslag
- Indirect gekozen door de Berlijnse gemeenteraad werden 11 CDU'ers, 7 SPD'ers en 2 FDP'ers[1]

| Partij                                                                                     | %     | zetels   | verschil |
| ------------------------------------------------------------------------------------------ | ----- | -------- | -------- |
| Christelijk Democratische Unie van Duitsland (Christlich Demokratische Union Deutschlands) | 34,4% | 174 (11) | -17      |
| Christelijk-Sociale Unie (Christlich-Soziale Union)                                        | 9,8%  | 49       | -4       |
| Vrije Democratische Partij (Freie Demokratische Partei)                                    | 9,1%  | 46 (2)   | +12      |
| Sociaaldemocratische Partij van Duitsland (Sozialdemokratische Partei Deutschlands)        | 37,0% | 186 (7)  | -7       |
| De Groenen (Die Grünen)                                                                    | 8,3%  | 42       | +15      |
| Overigen                                                                                   | 1,3%  | 0        | -        |
| Totaal                                                                                     | 100%  | 497      | -1       |

|  |

|  |

|  |

|  |

|  |

|  |

|  |

|  |

|  |

|  |

|  |

|  |

|  |

|  |

|  |

Het kabinet-Kohl III trad na de verkiezingen aan. Als gevolg van de hereniging van Duitsland op 3 oktober 1990 vonden er op 2 december 1990 bondsdagverkiezingen plaats in het herenigde Duitsland.

## Verwijzingen
1. ↑  Voor de eerste keer in haar geschiedenis koos de Berlijnse gemeenteraad 2 FDP'ers. Voorheen koos ze altijd één FDP'er.